# ارگلندر ۱۵۵۱
سیارک ۱۵۵۱ (به انگلیسی: 1551 Argelander، نامگذاری:1938DC1) هزار و پانصد و پنجاه و یکمین سیارک کشف شده‌است که در ۲۴ فوریه ۱۹۳۸ کشف شد.
قدر مطلق سیارک برابر ۱۲٫۲۰ است.